# Stenandrium verticillatum
Stenandrium verticillatum är en akantusväxtart som beskrevs av T. S. Brandegee. Stenandrium verticillatum ingår i släktet Stenandrium och familjen akantusväxter. Inga underarter finns listade i Catalogue of Life.